# Cha-gama
Cha-gama (jap. 茶釜 chagama) – metalowy kociołek używany do gotowania wody podczas ceremonii parzenia herbaty.

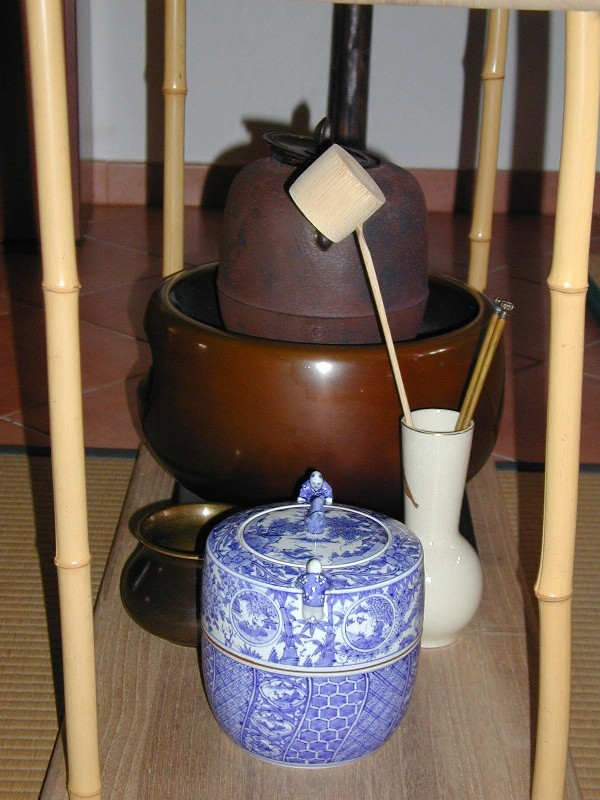
Cha-gama

Cha-gama są zwykle żeliwne, gdyż ma to nadawać gotowanej wodzie szczególnego posmaku. Charakteryzują się okazałą formą, pięknymi reliefami i wspaniałą patyną. Aby łatwiej się było nimi posługiwać, wyposażone bywają w dwa kute okrągłe uchwyty.
Wytwarzane w różnych miejscach Japonii od XV wieku, projektowane były nierzadko przez słynnych malarzy, jak np. Mitsunobu czy Sesshū.